# Ratpenat de Findley
El ratpenat de Findley (Myotis findleyi) és una espècie de ratpenat de la família dels vespertiliònids que només es troba a les illes Marías, un arxipèlag situat a 112 km de la costa occidental de Mèxic.